# Saint-Martin-des-Champs (Finistère)
Saint-Martin-des-Champs település Franciaországban, Finistère megyében. Lakosainak száma 4792 fő (2022. január 1.). Saint-Martin-des-Champs Taulé, Morlaix, Pleyber-Christ, Plourin-lès-Morlaix és Sainte-Sève községekkel határos.

## Népesség
A település népessége az elmúlt években az alábbi módon változott:
| Lakosok száma | 3086 | 5170 | 4933 | 4706 | 4731 | 4648 | 4593 | 4621 | 4707 | 4792 |
|               | 1968 | 1982 | 1990 | 2006 | 2013 | 2015 | 2017 | 2019 | 2020 | 2022 |